# Charles Tomlinson Griffes
Charles Tomlinson Griffes (født 1884, død 1920) var en amerikansk komponist.
Mest kendte er hans klaverstykker i fransk impressionistisk stil f.eks Three tone pictures og The white peacock. Han har desuden skrevet sange og enkelte større instrumentalværker samt scenemusik.